# Wosketas
Wosketas – wieś w Armenii, w prowincji Aragacotn. W 2011 roku liczyła 533 mieszkańców.